# Andrzej Grębosz
Andrzej Grębosz (ur. 26 kwietnia 1949 w Złotym Stoku) – polski piłkarz i trener piłki nożnej, grający na pozycji obrońcy.

## Kariera
Grębosz karierę piłkarską rozpoczął w klubie Unia Złoty Stok, a następnie grał w Unii Tarnów. W latach 1971–1974 grał w ŁKS Łódź. Od sezonu 1974/1975 był zawodnikiem Widzewa Łódź, z którym w sezonie 1980/1981 zdobył mistrzostwo Polski. Od sezonu 1983/1984 grał w niemieckim VfB Oldenburg, a ostatni w karierze sezon 1985/1986 w Arminii Hanower.
W Widzewie rozegrał 18 meczów w rozgrywkach o Puchar Europy, w których strzelił 2 bramki. W sezonie 1988/1989 był trenerem Widzewa Łódź.